# Santa Maria Consolatrice degli Afflitti (Molfetta)
A Santa Maria Consolatrice degli Afflitti (vagy chiesa del Pugatorio azaz a purgatórium temploma) Molfetta egyik jelentős temploma.

## Története
A templomot 1640 és 1644 között építették Vespasiano Volpicella helyi nemesúr megbízásából. A régészeti kutatások szerint az építőanyag Molfetta történelmi óvárosának délkeleti részén álló vár romjaiból származott. A templomot 1667. december 6-án szentelték fel. 1743-ban a Halál Társasága nevű katolikus szervezet szerezte meg, amely a szegények és hontalanok temetésének rendezését vállalta fel. A társaság ide költözött át az óvárosbeli Santa Maria del Pianto-templomból. Az 1700-as évek végén jelentősen átalakították. Ekkor készült el a belső díszítő stukkózás is. 1877-ben felújították padlóját és orgonáját is. Utoljára az 1960-as években restaurálták. Napjainkban is a társaság tulajdona.